# NGC 3244
NGC 3244是一个位于唧筒座的螺旋星系 ，1835年4月22日由約翰·赫歇爾发现2010年6月27日，在星系中观测到超新星SN 2010ev，视星等约为14，是2010年发现第三亮的超新星。

## 画廊

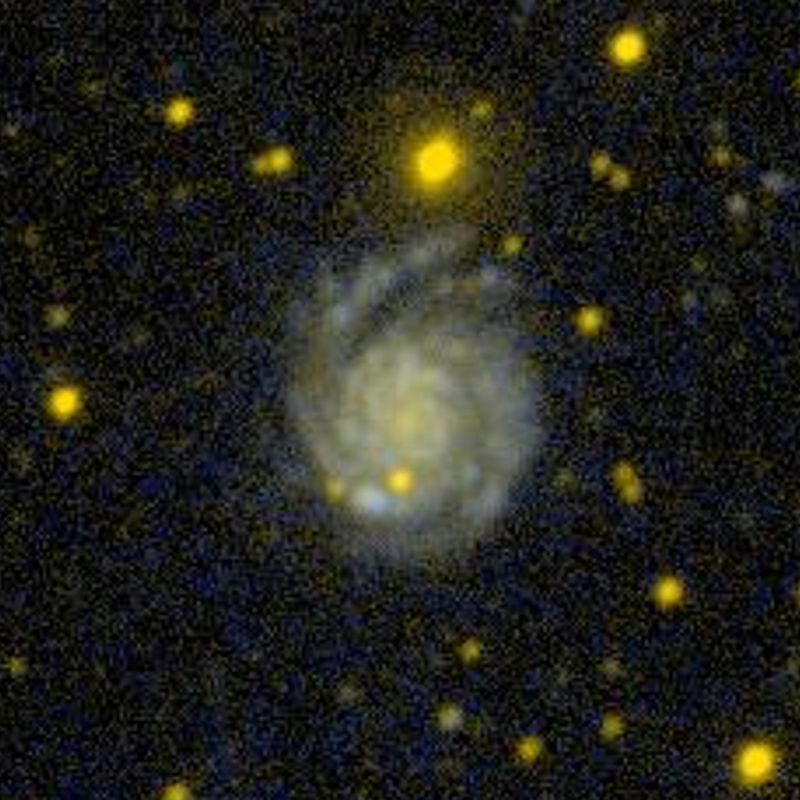
GALEX拍摄的NGC 3244